# Una lady che sogna
Una lady che sogna è un 33 giri fatto da Nilla Pizzi nel 1985.

## Tracce
1. Felicità perduta
2. Amore amore amore mio
3. Canzone dal sole
4. Por la manana
5. Lascia perdere
6. La gallina cha cha cha
7. Una lady che sogna
8. È tempo d'amore
9. Un amore bellissimo